# 北杜市小淵沢図書館
北杜市小淵沢図書館（ほくとしこぶちさわとしょかん）は、山梨県北杜市の市立図書館。
北杜市役所小淵沢総合支所・小淵沢地区公民館との併設で生涯学習センターこぶちさわ内にある。
コレクションテーマは鉄道・馬であるが、これは小淵沢駅は特急が停まり、小海線の起点となる主要駅であることと、県営馬術場や八ヶ岳ホースショー・大河ドラマロケ地などを通じて、地域と馬とのかかわりが深いことに由来する。

## サービス
- 開館時間[3]
  - 10:00～19:00
- 休館日
  - 土曜日・月末整理日（毎月平日の末日）年末年始・特別整理期間
- 館外貸出
  - 図書：15冊まで22日間
  - AV資料：3点まで8日間
- 山梨県立図書館の広域返却サービス
- 国立国会図書館デジタル化資料送信サービス
- フリーWi-Hi

## 定期イベント
- 乳幼児おはなし会
  - 毎月第3日曜日　午前11時00分～
- ブックリサイクル
  - 毎月1～7日

## 沿革
- 1973年（昭和48年） - 小淵沢町文化会館内の公民館に図書コーナーを設置[4]
- 1992年（平成4年）10月30日 - 文化会館敷地内に新設の福祉活動センター内に町民の図書コーナーが開設[5]
- 1998年（平成10年） - 小淵沢町立図書館開館に向けての五カ年計画スタート[5]
  - 第一次整備計画　図書フロアの拡充整備　貸出・返却システムの電算化　蔵書のバーコード化
  - 第二次整備計画　山梨県内の図書館を結ぶネットワークの電算化
  - 第三次整備計画　インターネットシステム導入
  - 第四次整備計画　書架増設
  - 第五次整備計画　開館時間延長　土日祝日の開館
- 2004年（平成16年）4月1日 - 福祉活動センター福祉部門の移転に伴って生じたスペースに図書館を移転[5]
- 2006年（平成18年）3月15日 - 小淵沢町が北杜市に編入合併されたことにより北杜市立図書館となる